# Ettlishofen
Ettlishofen ist ein Gemeindeteil mit 253 Einwohnern (einschließlich Hetschwang, Stand 1. Oktober 2023) von Bibertal im schwäbischen Landkreis Günzburg in Bayern. Anlässlich der bayerischen Gebietsreform wurde zum 1. Mai 1978 die ehemals selbständige Gemeinde Ettlishofen mit anderen Gemeinden zur Einheitsgemeinde Bibertal zusammengeschlossen.
Das Kirchdorf ist über die Staatsstraße 2020 zu erreichen.

## Geschichte

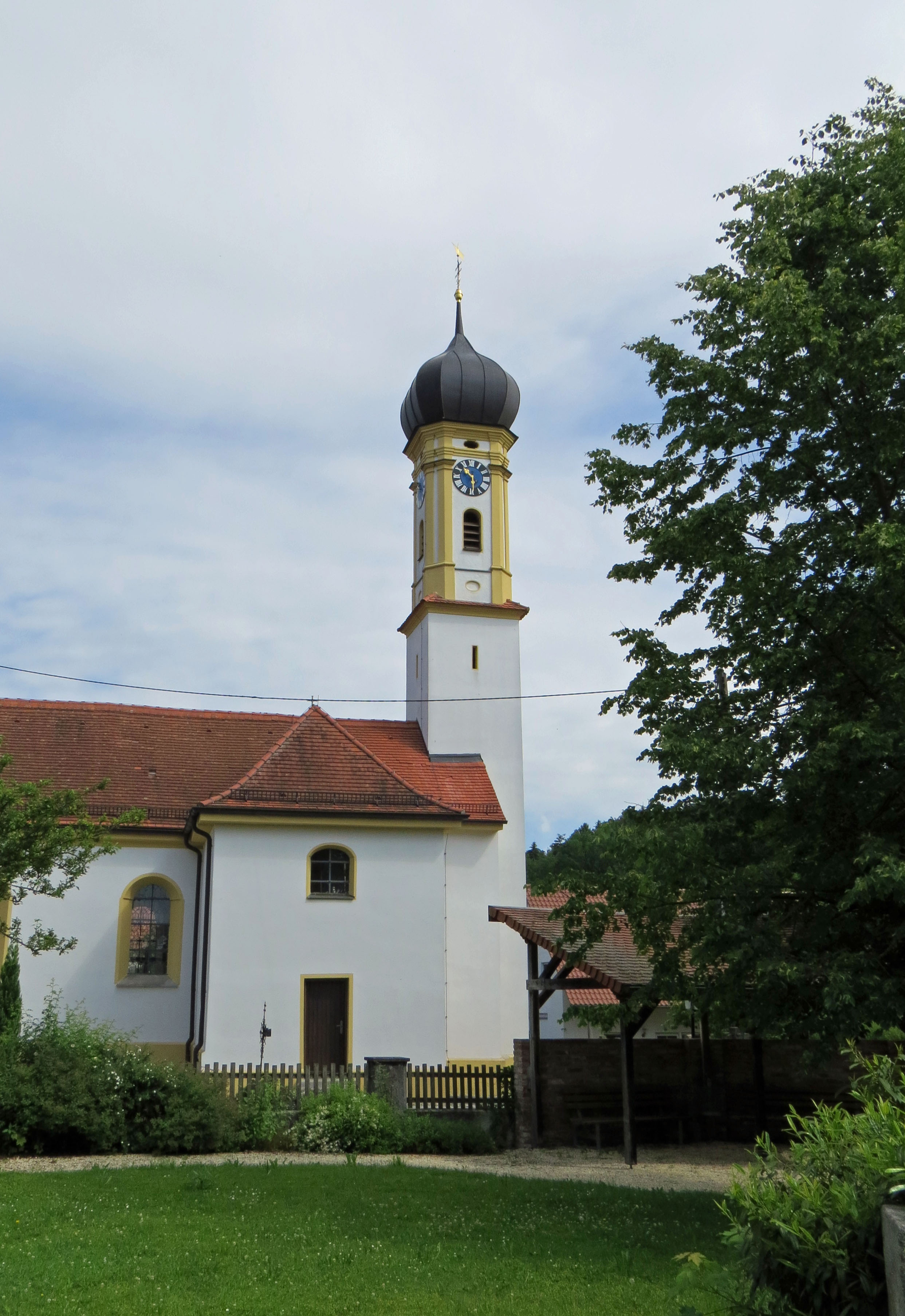
Kirche St. Ulrich und St. Leonhard

Ettlishofen wird erstmals im Jahr 1392 genannt. Der Ort gehörte zunächst zur Herrschaft Pfaffenhofen an der Roth und kam um 1367 an das Kloster Urspring, wo er bis zur Säkularisation verblieb.

## Sehenswürdigkeiten
- Katholische Kirche St. Ulrich und St. Leonhard
- Fachwerkhaus Deiblerstraße 20
- Anhofer Mühle
- Fachwerkstadel, erbaut im 17. Jahrhundert
- Feldkapelle und daneben ein mittelalterliches Steinkreuz